# Сивковский сельсовет (Курганская область)
Сивко́вский сельсовет — упразднённые административно-территориальная единица и муниципальное образование со статусом сельского поселения в составе Частоозерского района Курганской области.
Административный центр — село Сивково.
9 января 2022 года сельсовет был упразднён в связи с преобразованием муниципального района в муниципальный округ.

## История
В соответствии с Законом Курганской области от 6 июля 2004 года № 419 сельсовет наделён статусом сельского поселения.

## Население
| 1989 | 2002 | 2004 | 2010 | 2012 | 2013 | 2014 |
| ---- | ---- | ---- | ---- | ---- | ---- | ---- |
| 777  | ↘732 | ↘684 | ↘430 | ↘415 | ↘391 | ↘356 |
| 2015 | 2016 | 2017 | 2018 | 2019 | 2020 |      |
| ↘355 | ↘346 | ↘341 | ↘334 | ↘332 | ↘306 |      |

## Состав сельского поселения
| № | Населённый пункт | Тип населённого пункта       | Население |
| - | ---------------- | ---------------------------- | --------- |
| 1 | Журавлевка       | деревня                      | ↘23       |
| 2 | Лебяжье          | деревня                      | ↘58       |
| 3 | Сивково          | село, административный центр | ↘349      |